# William Tanui
För den turkiske friidrottaren med samma namn född 1990 se İlham Tanui Özbilen
William Tanui, född den 22 februari 1964, är en kenyansk före detta friidrottare som tävlade i medeldistanslöpning.
Tanuis genombrott kom under 1991 då han vann guld vid all-afrikanska spelen på 800 meter. Han var även samma år först i mål vid inomhus-VM på samma distans. Emellertid blev han diskvalificerad för att trampat över banmarkeringen.
Hans främsta merit kom året därefter då han vann olympiskt guld på 800 meter vid Olympiska sommarspelen i Barcelona. Han lyckades inte följa upp segern vid VM 1993 då han slutade på en sjunde plats.
Vid Olympiska sommarspelen 1996 valde han att tävla på 1 500 meter och blev där femma. Vid inomhus-VM 1997 slutade han på tredje plats på 1 500 meter. Hans sista stora mästerskap var inomhus-VM 1999 då han slutade på fjärde plats på 1 500 meter.

## Personliga rekord
- 800 meter - 1.43,30
- 1 500 meter - 3.30,58